# Prolymnia
Prolymnia is een geslacht van vlinders van de familie uilen (Noctuidae), uit de onderfamilie Amphipyrinae.

## Soorten
- P. atrifera Hampson, 1911
- P. triangularis Gaede, 1935
- P. viola Hampson, 1911